# Scraptia pseudofuscula
Scraptia pseudofuscula es una especie de coleóptero de la familia Scraptiidae.

## Distribución geográfica
Habita en Báltico.